# Ledolomilec
Ledolomilec je ladja, posebej izdelana za plovbo po morju, ki je večino časa prekrito z ledom. Pluje pretežno v severnih morjih in okoli Antarktike. Danes se ledolomilci največ uporabljajo za raziskovalne namene (geološka, vulkanološka, biološka, oceanografska raziskovanja) in za prevoz tovora, čedalje več pa jih uporabljajo v turistične namene (tu prednjači predvsem Rusija).
Ledolomilci so zgrajeni iz jekla, ki meri v debelino kar nekaj centimetrov in je posebej ojačano na premcu in vzdolž celotnega trupa ladje v višini gladine vode. Trup ladje, še posebej premec, mora namreč zdržati izredno velike sile in pritiske zaradi velike debeline ledu, ki ga mora prebijati. Še posebej to velja za led, ki je pod vodno gladino. Ta lahko doseže globino tudi do šestih metrov.
Značilnost ledolomilcev je, da so opremljeni s helikopterji. Ti skrbijo za logistično podporo raziskovalcev in znanstvenikov, pa tudi za reševanje. Vsi ledolomilci so opremljeni z visoko kakovostnimi navigacijskimi sistemi. Področja, po katerih te ladje plujejo, so namreč samotna in zelo oddaljena od naseljenih območij.
Največji proizvajalci oziroma lastniki ledolomilcev so Združene države Amerike in Rusija.